# Henrik Prip
Henrik Prip (født 31. marts 1960) er en dansk skuespiller, uddannet fra Odense Teater i 1990. Han fik sit gennembrud på film i Idioterne fra 1998. Han har haft adskillige roller på tv, bl.a. spillede han rollen som Niels i julekalenderen Absalons Hemmelighed og i Rejseholdet. Han har også virket som manuskriptforfatter på Ole Bornedals film Vikaren.

## Filmografi
| Film/serie                      | Instruktør                             | Funktion                            | Som              | Årstal    |
| ------------------------------- | -------------------------------------- | ----------------------------------- | ---------------- | --------- |
| Charlot og Charlotte            | Ole Bornedal                           | Skuespiller                         | Bo Boesen        | 1996      |
| Skat - det er din tur           | Mette Knudsen                          | Skuespiller                         | Frederik         | 1997      |
| TAXA (et afsnit)                | Rumle Hammerich                        | Skuespiller                         | Læge             | 1997      |
| Idioterne                       | Lars von Trier                         | Skuespiller                         | Ped              | 1997      |
| Rejseholdet (doubbelt-afsnit)   | Niels Arden Oplev                      | Skuespiller                         | Ole Toft Hansen  | 2000      |
| Edderkoppen                     | Ole Christian Madsen                   | Skuespiller                         | Åberg            | 2000      |
| Olsen-banden Junior             | Peter Flinth                           | Skuespiller                         | Antonsen         | 2001      |
| De Udvalgte                     | Nicolas Winding Refn                   | Skuespiller                         | Betjent          | 2001      |
| Hotellet (et afsnit)            | Morten Arnfred                         | Skuespiller                         | Jan              | 2002      |
| Okay                            | Jesper W. Nielsen                      | Skuespiller                         | Nete's chef      | 2002      |
| Askepop - the movie             | Charlotte Sachs Bostrup                | Skuespiller                         | Gabriel          | 2003      |
| Anja efter Viktor               | Charlotte Sachs Bostrup                | Skuespiller                         | Matematiklærer   | 2003      |
| Langt fra Las Vegas (et afsnit) | Mikkel Nørgaard                        | Skuespiller                         | Ivan Lorentsen   | 2003      |
| Forbrydelser                    | Annette K. Olesen                      | Skuespiller                         | Læge             | 2004      |
| Forsvar                         | Niels Arden Oplev & Henrik Ruben Gentz | Skuespiller                         | Kevin Bülow      | 2004      |
| Den store dag                   | Morten Arnfred                         | Skuespiller                         | Jesper           | 2005      |
| Fluerne på væggen               | Åke Sandgren                           | Skuespiller                         | Peter Friis      | 2005      |
| Ørnen (to afsnit)               | Martin Schmidt                         | Skuespiller                         | Præst            | 2005      |
| I hendes hænder                 | Camille Alsted                         | Skuespiller                         | Michael          | 2006      |
| Direktøren for det hele         | Lars von Trier                         | Skuespiller                         | Nalle            | 2006      |
| Absalons hemmelighed            | Morten Køhlert & Trine Piil            | Skuespiller                         | Niels            | 2006      |
| Forbrydelsen (to afsnit)        | Hans Fabian Wullenweber                | Skuespiller                         | Henrik Bigum     | 2007      |
| Vikaren                         | Ole Bornedal                           | Skuespiller og manuskript-forfatter | Claus, psykolog  | 2007      |
| Remix                           | Martin Hagbjer                         | Skuespiller                         | Mark             | 2008      |
| Album                           | Hella Joof                             | Skuespiller                         | Søren Olufsen    | 2008      |
| Spillets regler                 | Christian Dyekjær                      | Skuespiller                         | Poul             | 2008      |
| Dig og mig                      | Christian E. Christiansen              | Skuespiller                         | Saras far        | 2008      |
| Kandidaten                      | Kasper Barfoed                         | Skuespiller                         | Henrik Linde     | 2008      |
| Lærkevej                        | Kasper Gaardsøe Mogens Hagedorn        | Skuespiller                         | Kim Borg         | 2009-2010 |
| Smukke mennesker                | Mikkel Munch-Fals                      | Skuespiller                         | Anders           | 2010      |
| 1864                            | Ole Bornedal                           | Skuespiller                         | Christian den 9. | 2014      |
| Mens vi lever                   |                                        | Skuespiller                         |                  | 2017      |

| Year | Title             | Role | Notes |
| ---- | ----------------- | ---- | ----- |
| 2012 | Legenden om Korra | Amon |       |